# آداک (الانی)
آداک (Addac) یا به شکل یونانی، آتاسس (Attaces) (درگذشته به سال ۴۱۸ میلادی) پادشاه اَلان‌های غربی در هیسپانیا (شبه جزیره ایبری، اسپانیا و پرتغال امروزی) بود. الان‌ها قومی ایرانی‌تبار بودند و نام الان نیز خود به معنای ایرانی است.
در سال ۴۰۹ میلادی، الان‌ها در استان‌های لوسیتانیا و کارتاگینیا ساکن شدند: الان‌ها لوسیتانیا و استان کارتاگینیا را تصرف کردند، و وندال‌هایی با نام سیلینگی، بائتیکا را به دست آوردند. برخی تردید دارند که آیا آلان‌ها تمام یا فقط بخش‌هایی از کارتاگینیا را در اختیار داشتند.
او جانشین رسپندیال بود که الان‌ها را همراه با وندال‌ها و سوئبی‌ها در تهاجمی به امپراتوری روم غربی از سال ۴۰۶ رهبری می‌کرد. در سال ۴۱۸، آداک در نبردی در طول جنگ گوت‌ها در اسپانیا با والیا، پادشاه ویزیگوت‌ها، که به نمایندگی از امپراتور هونوریوس به قبایل مهاجم حمله کرده بود، در سرزمین‌های «تارتسیا»، احتمالاً در نزدیکی جبل‌الطارق، شکست خورد و کشته شد. بقایای الان‌های غربی در ایبریا از گوندریک، پادشاه وندال‌ها، درخواست کردند که تاج و تخت آلان‌ها را بپذیرد. بعدها پادشاهان وندال در شمال آفریقا خود را «پادشاه وندال‌ها و آلان‌ها» نامیدند.

## ریشه نام
دبلیو. رادلوف ریشه این نام را از وازه ترکی-تاتاری آتاک 'شهرت' پیشنهاد کرد که ام. واسمر آن را غیرممکن می‌دانست. وی.آی. آبایف، آداک را با نام شخصی آلانی A-ta-tsch'i / A-t'a-tsch'i که در چین تحت حکومت مغول‌ها ثبت شده است، مرتبط دانست.
جی. ورنادسکی آن را از قید آسی (ایرونی æddæ، دیگوری ændæ) 'بیرون، خارج' استخراج کرد: به گفته او، قبایلی که مهاجرت کرده بودند، به این ترتیب ("خارجی") نامگذاری شدند، برخلاف قبایلی که در خانه ("داخلی") مانده بودند.
در نهایت، اچ. هومباخ حدس زد که آداک نامی هونی دارد که "به وضوح مشابه نام‌های الاک و هرناک، به ترتیب پسر بزرگتر و
پسر کوچکتر آتیلا است.
اغلب، نام‌های شخصی الانی از دوران مهاجرت اقوام به عنوان وام‌گیری از زبان‌های دیگر اقوام مهاجر تفسیر شده است.